# Seznam AAR oznak (R)

## R
- RACN - Raccoon River Railroad
- RAIX - Union Carbide
- RAMX - Rail America
- RAPX - Rapco Transportation Company
- RAWX - Platte River Power Authority
- RAX  - RPI-AAR Cooperative Test Program
- RBBN - Burlington Northern Railway
- RBBQ - Burlington Northern Railway
- RBBX - Western Fruit Express; Ringling Brothers and Barnum and Bailey Circus
- RBCS - Burlington Northern Railway
- RBMN - Reading, Blue Mountain and Northern Railroad
- RBNX - Fruit Growers Express
- RBOX - Railbox Company; TTX Corporation
- RBW  - Burlington Northern Railway
- RC   - Rosslyn Connecting Railroad
- RCCX - Relco Nevada Corporation (Relco Tank Line Division)
- RCOX - Arco Products Company
- RCRX - Reagent Chemical and Research, Inc.
- RDG  - Reading Railroad; Conrail
- RE - Relco
- RECX - Central Louisiana Electric Company
- REDX - Saudi Research and Development Corporation, Ltd. (REDEC)
- RELX - Relco Nevada Corporation (Relco Tank Line Division)
- RESX - Rescar, Inc.
- RFCX - R&F Coal Company
- RFMX - Robert F. Miller; Coldwell-Baker
- RFP  - Richmond, Fredericksburg and Potomac Railroad
- RGCX - Rio Grande Chemical Sales Company
- RGIX - Republic Gas and Utilities Corporation
- RGS  - Rio Grande Southern Railroad
- RGW  - Rio Grande Western Railway
- RHAX - Sulphur Sales, Inc.
- RHBX - R. H. Bogle Company
- RHRX - Rahr Malting Company
- RI   - Chicago, Rock Island and Pacific Railroad (Rock Island)
- RIIX - Reilly Industries, Inc.
- RILX - Interail, Inc.
- RJCC - R. J. Corman Railroad
- RJCW - R. J. Corman Railroad/Western Ohio Line
- RJNX - R. H. Bogle Company
- RKCX - Knox Kershaw, Inc.
- RKMW - Chicago, Rock Island and Pacific Railroad (Rock Island) Milwaukee Road directed operations
- RLKX - R. L. and S. S. Klein
- RLSX - Robert L. Shipp
- RMCX - Reynolds Metals Company
- RMDX - American Refrigerator Transit Company
- RNDX - ACF Industries
- ROCK - Chicago, Rock Island and Pacific Railroad (Rock Island)
- ROCX - Rocky Mountain Transportation Services
- ROIX - Shintech, Inc.
- ROYX - TCL, Inc.
- RPCX - Ralston Purina Company
- RPRC - Richmond Pacific Railroad
- RR   - Conrail
- RREX - Rex Railway
- RRLX - Railroad Resources, Inc. (maintenance of way cars)
- RRRX - Rex Leasing, Inc.
- RS   - Roberval and Saquenay Railway
- RSB  - Rochester Subway
- RSLX - RSL Corporation
- RSOR - Riceboro Southern Railway
- RSP  - Roscoe, Snyder and Pacific Railway
- RSPX - Evans Railcar Leasing
- RSR  - Rochester and Southern Railroad
- RSS  - Rochester Subway; Rockdale, Sandow and Southern Railroad
- RSTX - RSTX, Inc.
- RSUX - Riley Stoker Corporation
- RSVX - RAILSERV Management Corporation
- RSYX - Refined Sugars, Inc.
- RT   - River Terminals Railway
- RTA  - Regional Transportation Authority
- RTCX - Union Tank Car Company
- RTLX - Relco Nevada Corporation (Relco Tank Line Division)
- RTMX - Richmond Leasing Company
- RTPX - Wheelabrator Coal Services Company
- RTTX - TTX Corporation
- RUDX - Ruddy Tank Car Company
- RUSX - US Rail Services, Inc.
- RV   - Rahway Valley Railroad
- RVCX - Richter Vinegar Corporation
- RVLX - Reinhardt Vinegar